# Roberto Ottaviano
Roberto Ottaviano (né le 21 décembre 1957 à Bari) est un saxophoniste italien.

## Biographie
Roberto Ottaviano commence à jouer en autodidacte des percussions et de la flûte, mais vers l'âge de cinq ans il prend des leçons de clarinette au Conservatoire de Bari. Influencé par la musique de Lester Young et John Coltrane, il choisit le saxophone.
Après avoir étudié le saxophone classique à Pérouse  avec Federico Mondelci, il approfondit l'harmonie et la composition classique avec Walter Boncompagni, Giacomo Manzoni et Luigi Nono.
Durant un séjour aux États-Unis, il étudie aussi avec Ran Blake, Bill Russo et George Russell la composition et les arrangements du jazz. Ottaviano joue dans un big band avec des musiciens comme Buck Clayton, Ernie Wilkins, Benny Bailey et Sal Nistico; un peu plus tard il rentre dans l'orchestre d'Andrea Centazzo, aux côtés de Gianluigi Trovesi, Theo Jörgensmann, Franz Koglmann, Carlo Actis Dato, Radu Malfatti et Carlos Zingaro.

## Discographie
- Arrigo Cappellatti/Roberto Ottaviano Quartet: Samashi (Splasc(h), 1986)
- Mingus - Portraits in six Colours (Splasc(h), 1988)
- Items from the Old Earth (Splasc(h), 1990)
- Above Us (Splasc(h), 1990)
- Hybrid and Hot (Splasc(h), 1995)
- Black Spirits Are Here Again (DIW, 1996) avec Mal Waldron
- Resonance & Rhapsodies (Extended Love & Eternal Love ) double album, 2020